# Eva Mameli Calvino
Eva Mameli Calvino (nacida Giuliana Luigia Evelina Mameli, 1886 - 1978) fue una distinguida micóloga, profesora italiana.

## Biografía
En 1905, consigue su primera licenciatura en matemática por la Universidad de Cagliari. Tras la muerte del padre, se muda con la madre a Pavia, donde su hermano Efisio Mameli era profesor de química farmacéutica, química orgánica y de toxicología en el Ateneo pavese, en donde Eva se licencia una segunda vez en Historia Natural en 1907. Y en 1915, obtiene la libre docencia en botánica: la primera mujer en lograrlo en Italia para la predicha disciplina. Con su marido, Mario Calvino, deja Italia por Cuba en 1920. Los dos retornaron a Italia en 1925 para establecerse en Sanremo, donde a Mario se le ofreció la gestión de la nueva creación "Estación Experimental de Floricultura “Orazio Raimondo”. Y en 1929, Eva trabajó activamente en esa Estación Experimental con su marido.
La primera de una larga serie de publicaciones (más de 200) de Eva Mameli Calvino, comenzaron en 1906, con el resultado de sus investigaciones llevadas a cabo en el Jardín Botánico de Cagliari sobre el género Fumaria, mientras un año después publicó Sulla flora micologica della Sardegna. Escribió sobre liquenologóa, micología, fisiología vegetal, después en genética aplicada a las plantas ornamentales, fitopatología, y floricultura. En 1930, período en el que fundó con su marido la Sociedad italiana de amigos de las flores y la revista «Il Giardino Fiorito», que dirigió de 1931 a 1947, donde también escribió varios artículos relativos a la protección de las aves.

## Algunas publicaciones
- eva mameli Calvino. 1923. Casos raros de cleistanteria observados en Cuba. Editor Soc. Cubana de Historia Natural "Felipe Poey." 7 pp.

### Libros
- mario Calvino, eva mameli Calvino, eva Mameli. 2011. 250 quesiti di giardinaggio risolti. Editor Donzelli, 250 pp. ISBN 88-6036-583-X

- eva mameli Calvino. 1947. El gladiolo: la flor moderna. Editor B. Trucco, 108 pp.

- -----------------------------. 1938. Biologia fiorale della Persea drymifolia (Aguacate) coltivata in Sanremo. N.º 31 de Pubblicazione. Ed. Stazione sperimentale di floricoltura "Orazio Raimondo". 11 pp.

- -----------------------------. 1924a. Morfologia biologica vegetale. Con John Bretland Farmer. Editor Sonzogno, 281 pp.

- -----------------------------. 1924b. Contributo lichenologia del Forlivese. 22 pp.

- -----------------------------. 1921. Estudios anatómicos y fisiológicos sobre la caña de azúcar en Cuba. N.º 46 de Boletín. Editor Estación Central Agronómica de Cuba. 49 pp.

- -----------------------------. 1920a. Licheni della Sardegna. 15 pp.

- -----------------------------. 1920b. Note critiche ad alcune moderne teorie sulla natura del Consorzio lichenico. 17 pp.

- -----------------------------. 1919. Ricerche fisiologiche sui licheni: Idrati di carbonio; nota preliminare. 11 pp.

- -----------------------------. 1914. Note di parabiosi vegetali. Edición reimpresa de Tipo-lit. Rebeschini di Turati, 17 pp.